# Unione Sportiva Savoia 1920-1921
Questa voce raccoglie le informazioni riguardanti il Savoia nelle competizioni ufficiali della stagione 1920-1921.

## Stagione
La stagione 1920-1921 è la 3ª stagione sportiva del Savoia.
Prima Categoria 1920-1921 (Girone Campano): 3º posto

## Divise
| Manica sinistra · Maglietta · Manica destra · Pantaloncini · Calzettoni |

## Organigramma societario
Area direttiva
- Presidente: Ciro Ilardi
- Presidente onorario: Francesco De Nicola
- Dirigenti: Attilio Bucca, Gabriele Prisco, Augusto Servillo, Aniello De Luca
- Direttore Tecnico: Pasquale Fabbrocino

Area organizzativa
- Segretario generale: Cesarino Mazza

Area tecnica
- Allenatore: Alfredo Fornari

## Rosa
| N. |                   | Ruolo | Calciatore         |
| -- | ----------------- | ----- | ------------------ |
|    | Italia (bandiera) | P     | Leonida Bertone    |
|    | Italia (bandiera) | D     | Andrea Bonifacio   |
|    | Italia (bandiera) | C     | Alfredo Fornari () |
|    | Italia (bandiera) | C     | Giuseppe Rufino    |
|    | Italia (bandiera) | A     | Gennaro Fiore      |
|    | Italia (bandiera) | A     | Italo Moretti      |
|    | Italia (bandiera) | A     | Osvaldo Sacchi     |
|    | Italia (bandiera) |       | Baldoni            |

| N. |                   | Ruolo | Calciatore         |
| -- | ----------------- | ----- | ------------------ |
|    | Italia (bandiera) |       | Giovanni Calabrese |
|    | Italia (bandiera) |       | Rocco D'Andrea     |
|    | Italia (bandiera) |       | Mario De Gennaro   |
|    | Italia (bandiera) |       | De Palma           |
|    | Italia (bandiera) |       | Falletta           |
|    | Italia (bandiera) |       | Frigerio           |
|    | Italia (bandiera) |       | Stabile            |
|    | Italia (bandiera) |       | Arturo Vecchi      |

## Calciomercato

### Sessione unicaestate 1920
| Acquisti | Acquisti       | Acquisti   | Acquisti |
| R.       | Nome           | da         | Modalità |
| -------- | -------------- | ---------- | -------- |
|          | Arturo Vecchi  | Pro Italia |          |
|          | Rocco D'Andrea | Pro Italia |          |

| Cessioni | Cessioni | Cessioni | Cessioni |
| R.       | Nome     | a        | Modalità |
| -------- | -------- | -------- | -------- |

## Risultati

### Prima Categoria

#### Girone di andata
| Arbitro: | Marsiglia |

|            |           |            |
| Sacchi 46’ | Marcatori | 2’ Lubrano |

| Arbitro: | Cammarota |

|                                               |           |                |
| Ghisi 10’, 78’ Bruschini III 45’ Casabona 61’ | Marcatori | 8’, 18’ Sacchi |

| Nocera Inferiore 17 dicembre 1920, ore ? CEST 3ª giornata | Salernitana | 0 – 2 (a tavolino) | Savoia |  |

#### Girone di ritorno
| Arbitro: | Lucignano |

|                                                       |           |  |
| Parodi 8’, 65’, 68’, 76’ Grassi 18’ Lobianco 23’, 72’ | Marcatori |  |

| Arbitro: | Argento |

|  |           |                                                                        |
|  | Marcatori | 1’, 55’, 65’ Ghisi 3’, 62’ Bruschini 69’ Caramanna 83’ (aut.) Frigerio |

| Torre Annunziata 23 gennaio 1921, ore ? CEST 6ª giornata | U.S. Savoia | 2 – 0 (a tavolino) | Salernitana | Campo Oncino |

### Coppa Giordano
| Salerno 25 luglio 1920, ore ? CEST Semifinale | U.S. Savoia | 2 – 0 (a tavolino) | Cavese |  |

| Arbitro: | Del Pezzo |

|              |           |                        |
| Columbro 50’ | Marcatori | 51’ Moretti 83’ Sacchi |

## Statistiche

### Statistiche di squadra
| Competizione                                | Punti | In casa | In casa | In casa | In casa | In casa | In casa | In trasferta | In trasferta | In trasferta | In trasferta | In trasferta | In trasferta | Totale | Totale | Totale | Totale | Totale | Totale | DR  |
| Competizione                                | Punti | G       | V       | N       | P       | Gf      | Gs      | G            | V            | N            | P            | Gf           | Gs           | G      | V      | N      | P      | Gf     | Gs     | DR  |
| ------------------------------------------- | ----- | ------- | ------- | ------- | ------- | ------- | ------- | ------------ | ------------ | ------------ | ------------ | ------------ | ------------ | ------ | ------ | ------ | ------ | ------ | ------ | --- |
| Prima Categoria 1920-1921-Girone A-Campania | 5     | 3       | 1       | 1       | 1       | 3       | 8       | 3            | 1            | 0            | 2            | 4            | 11           | 6      | 2      | 1      | 3      | 7      | 19     | -12 |
| Coppa Giordano                              | -     | -       | -       | -       | -       | -       | -       | -            | -            | -            |              |              |              | 2      | 2      | 0      | 0      | 4      | 1      | +3  |
| Totale                                      | -     | 3       | 1       | 1       | 1       | 3       | 8       | 3            | 1            | 0            | 2            | 4            | 11           | 8      | 4      | 1      | 3      | 11     | 20     | -9  |

### Statistiche dei giocatori
| Giocatore     | Prima Categoria | Prima Categoria | Coppa Giordano | Coppa Giordano | Totale   | Totale |
| Giocatore     | Presenze        | Reti            | Presenze       | Reti           | Presenze | Reti   |
| ------------- | --------------- | --------------- | -------------- | -------------- | -------- | ------ |
| Baldoni       | 4               | 0               | 0              | 0              | 4        | 0      |
| L. Bertone    | 4               | -19             | 0              | 0              | 4        | -19    |
| A. Bonifacio  | 4               | 0               | 1              | 0              | 5        | 0      |
| G. Calabrese  | 1               | 0               | 0              | 0              | 1        | 0      |
| R. D'Andrea   | 2               | 0               | 0              | 0              | 2        | 0      |
| M. De Gennaro | 2               | 0               | 0              | 0              | 2        | 0      |
| De Palma      | 3               | 0               | 1              | 0              | 4        | 0      |
| De Rosa       | 0               | 0               | 1              | 0              | 1        | 0      |
| Di Paola      | 0               | 0               | 1              | -1             | 1        | -1     |
| Falletta      | 1               | 0               | 0              | 0              | 1        | 0      |
| G. Fiore      | 4               | 0               | 1              | 0              | 5        | 0      |
| A. Fornari    | 4               | 0               | 1              | 0              | 5        | 0      |
| Frigerio      | 2               | 0               | 0              | 0              | 2        | 0      |
| Iovane        | 0               | 0               | 1              | 0              | 1        | 0      |
| I. Moretti    | 4               | 0               | 1              | 1              | 5        | 1      |
| G. Rufino     | 2               | 0               | 1              | 0              | 3        | 0      |
| O. Sacchi     | 4               | 3               | 1              | 1              | 5        | 4      |
| Stabile       | 2               | 0               | 0              | 0              | 2        | 0      |
| A. Vecchi     | 1               | 0               | 1              | 0              | 2        | 0      |